# Gustave Lennier
 (juin 2023).
Si vous disposez d'ouvrages ou d'articles de référence ou si vous connaissez des sites web de qualité traitant du thème abordé ici, merci de compléter l'article en donnant les références utiles à sa vérifiabilité et en les liant à la section « Notes et références ».
Gustave Lennier est un géologue français né le 26 février 1835 au Havre, où il est mort le 19 novembre 1905.

## Carrière et découvertes
Lennier est le fondateur et président de la Société géologique de Normandie (SGN) et un des membres fondateurs des Amis du Musée du Havre. Il est conservateur du Musée d'Histoire Naturelle et d'Ethnographie du Havre. Lennier est un membre non résident de la Société d'archéologie et d'histoire de la Manche en 1857 et un membre de la Grande Loge de France. En 1862, Lennier est admis dans la Société havraise d'études diverses (SHED), une association académique d'érudits.
Lennier se consacre à l'étude de l'histoire et des sciences naturelles. De 1855 à 1858, il explore la côte ouest de l'Afrique, mais les détails de ses explorations ne sont pas bien documentées.
Une de ses découvertes les plus considérable a lieu vers la fin du XIXe siècle, quand il découvre les vertèbres d'une créature préhistoire dans les falaises « du Bout du Monde ». Son travail majeur concerne la découverte et l'étude de l'Iguanodon, un dinosaure de la période jurassique. Après la découverte initiale de quelques vertèbres, Lennier lance une expédition au site de la trouvaille, où il organise une fouille pour trouver les os de la créature. Le dinosaure découvert pèse 4 tonnes, mesure 5 mètres de haut et 7 mètres de long.

## Publications
- Études géologiques et paléontologiques sur l'embouchure de la Seine et les falaises De La Haute-Normandie, vol. 1 et 2, Imprimerie E. Costey, 1870[1]. Ce travail a été reconnu par la Société impériale havraise d'études diverses et la Société libre d'émulation de Rouen.
- L'Estuaire de la Seine, vol. 1 et 2, Imprimerie du journal Le Havre, 1885[2].
- Description de la collection ethnographique océanienne [...], Imprimerie du journal Le Havre, 1896, 26 p..

## Distinctions
- Officier de l'Instruction publique
- Chevalier de la Légion d'honneur (1887)